# Cephalaeschna aritai
Cephalaeschna aritai är en trollsländeart som beskrevs av Karube 2003. Cephalaeschna aritai ingår i släktet Cephalaeschna och familjen mosaiktrollsländor. IUCN kategoriserar arten globalt som otillräckligt studerad. Inga underarter finns listade i Catalogue of Life.